# Sainte-Anastasie (Cantal)
Sainte-Anastasie ist eine französische Gemeinde mit 124 Einwohnern (Stand: 1. Januar 2022) im Département Cantal in der Region Auvergne-Rhône-Alpes. Sie gehört zum Arrondissement Saint-Flour und ist Mitglied im Gemeindeverband Communauté de communes Hautes Terres.
Die Erlasse des Präfekten vom 21. September 2016 und vom 21. Oktober 2016 legten mit Wirkung zum 1. Dezember 2016 die Eingliederung von Sainte-Anastasie als Commune déléguée zusammen mit den früheren Gemeinden Neussargues-Moissac, Chalinargues, Celles und Chavagnac zur Commune nouvelle Neussargues en Pinatelle fest. Das Datum der Gemeindegründung wurde nachträglich vom 1. Januar 2017 auf den 1. Dezember 2016 vorverlegt.
Der Erlass des Präfekten vom 16. Juli 2024 legte mit Wirkung zum 1. Januar 2025 die Herauslösung von Sainte-Anastasie aus der Commune nouvelle Neussargues en Pinatelle fest. Sainte-Anastasie wurde wieder eine selbstständige Gemeinde. Damit wurde faktisch auch die Entlassung von Neussargues-Moissac in die Selbstständigkeit und die Auflösung der Commune Nouvelle beschlossen. Bereits am 19. Juni sprach sich die Mehrheit des Gemeinderats für eine Auflösung der Commune Nouvelle aus.

## Geografie
Sainte-Anastasie liegt rund 47 Kilometer ostnordöstlich von Aurillac und etwa 14 Kilometer nordwestlich von Saint-Flour in der Région naturelle des Cézallier. Das Gemeindegebiet befindet sich am Südwestrand des Regionalen Naturparks Volcans d’Auvergne. Das Zentrum liegt auf etwa 890 m Höhe.
Zur Gemeinde gehörten die Siedlungen Chanzac, Le Baladur, Le Clausier, Le Lac, Sainte-Anastasie, Serrusse und einige Einzelgehöfte.
Umgeben wird Sainte-Anastasie von den Nachbargemeinden Allanche im Norden, Peyrusse im Osten, Joursac im Südosten, Neussargues-Moissac im Süden, sowie Chalinargues im Westen.

## Bevölkerungsentwicklung
| Jahr                       | 1962 | 1968 | 1975 | 1982 | 1990 | 1999 | 2006 | 2013 | 2020 |
| Einwohner                  | 304  | 261  | 236  | 207  | 189  | 167  | 162  | 141  | 137  |
| Quellen: Cassini und INSEE |      |      |      |      |      |      |      |      |      |

## Sehenswürdigkeiten
- Kirche Sainte-Anastasie, aus dem 12., 15. und 16. Jahrhundert, seit 1986 als Monument historique eingeschrieben
- Steinkreuze im Dorf Sainte-Anastasie, Chanzac und Le Lac
- Baumanpflanzung Col Routier de la Croix de Lampre ganz im Norden der Gemeinde

Quelle: